# Rinascimento privato
(Isabella d'Este)
Rinascimento privato è l'ultimo romanzo scritto da Maria Bellonci. Il libro, vincitore del Premio Strega nel 1986, è un'autobiografia immaginaria di Isabella d'Este, che ripercorre gli anni salienti del Rinascimento italiano attraverso un punto di vista privato, cioè dall'interno della corte del Ducato di Mantova.

## Struttura del libro
Il libro, come altre opere della Bellonci, è molto ben documentato e basato con precisione sui documenti originali dell'epoca che l'autrice ebbe modo di studiare in modo approfondito. Non si tratta tuttavia di una ricostruzione storica, come il precedente libro Lucrezia Borgia (durante la stesura del quale nacque forse l'idea della realizzazione di Rinascimento privato), ma è un vero romanzo storico, con alcune invenzioni dell'autrice, in sostanza rappresentate dal personaggio immaginario di Robert de la Pole, un ecclesiastico inglese che scrive ad Isabella da svariati punti d'Europa (ispirato probabilmente al cardinale Reginald Pole).
L'inserimento di questa figura nel romanzo permette di introdurre avvenimenti e figure storiche importanti nel quadro storico dell'epoca, anche se non sono venuti in contatto diretto con Isabella. Inoltre sostituisce con eleganza sia la figura del narratore, inconciliabile con la forma autobiografica, sia le figure di altri relatori storicamente esistiti che magari hanno fatto da fonte alla Bellonci, ma che essa non può usare direttamente senza compromettere la fluidità del testo stesso. In questo modo l'autrice evita di forzare una o più figure realmente esistite e rispetta la fedeltà storica preferendo inserire un falso dichiarato.
Si sviluppa così anche una vicenda parallela ai ricordi della protagonista, ovvero il rapporto unilaterale tra l'inglese (chiamato anglico) e Isabella, che non risponde mai alle sue lettere, ma è scissa in un sentimento duplice: da una parte l'immediata attrazione verso questa figura devota e lontana, dall'altra la perplessità per il modo non convenzionale in cui egli si pone; Isabella risolverà il nodo inquieto di come agire attraverso un silenzio-assenso riguardo al ricevere le missive dai caratteri appuntiti (così l'autrice fa immaginare la calligrafia dell'uomo).

## Il linguaggio
La Bellonci ricostruisce un linguaggio fruibile in modo limpido dal lettore moderno, ma con una patina di antico in modo da rendere più realistica la narrazione in prima persona. Per esempio spesso usa lemmi ormai desueti, un vero e proprio lessico d'epoca, come quello legato a mode e oggetti del tempo, come tabì (la seta pesante), morello (un colore tendente al nero), aromatario (l'addetto ai profumi), lupo cerviero (la pelliccia di lince), eccetera. Altre volte sceglie forme arcaiche di parole e nomi: istorie invece di storie, aere invece di aria, Baldesar Castiglione invece di Baldassarre Castiglione, talvolta evitando i dittonghi di origine seicentesca (rotare, infocato, movendo...). Altre volte poi la riscoperta nasce sfruttando suffissi arcaizzanti come -ivo per gli aggettivi (attrattivo, dubitativo, ragionativo...), -evole (lusinghevole, ridevole...), -oso (corruccioso...) o -ità per i sostantivi (attrattività, istintività), parole comunque non coniate ex novo, ma presenti nel vocabolario storico letterario. Per esempio corruccioso è usato da Jacopo da Lentini e Jacopone da Todi, malinconoso dal Boccaccio e da Pietro Bembo.
Solo in alcuni casi usa parole non documentate applicando suffissi diversi a forme documentate (come foiano invece di foioso, e pochi altri casi). Anche la sintassi talvolta è modificata, come nelle strutture del sostantivo seguito dall'aggettivo possessivo (il Mantegna nostro o la corte mia...), o in frasi di costruzioni infinitive latineggianti o con il verbo anteposto (era costui grandissimo signore).
Nelle lettere di Robert De La Pole, lo stile si fa poi ridondante, in senso coerente con gli epistolari dell'epoca che la Bellonci ha avuto modo di studiare, quasi adulativo quando si tratta di rivolgersi a Isabella, con espressioni insolite che connotano le lettere verso un certo eccesso verbale.
In definitiva l'autrice non usa il linguaggio originale dell'epoca, peraltro ben documentato, ma si limita a inserire con misura e funzionalità alcune parole e strutture linguistiche rare rispetto alla costruzione odierna, ma non così desuete da essere irriconoscibili: crea così una patina di antico che aderisce a tutto il testo, senza però comprometterne la scorrevolezza e la piacevolezza di lettura.

## Trama
Il libro è diviso in capitoli non numerati, intervallati da dodici lettere di Robert De La Pole. La narrazione è immaginata come un lungo flashback che avviene nel 1533, quando Isabella quasi sessantenne sta scrivendo le sue memorie in una stanza detta degli orologi nel Palazzo Ducale di Mantova. A parte qualche rimando al presente o al lontano passato, la narrazione si svolge per lo più in ordine cronologico, dall'anno 1500 al 1533, appunto, data nella quale Isabella esce di fatto di scena, terminando gli eventi salienti della sua vita (morì poi nel 1539).

### Prima parte: Misura di giovinezza
- Capitolo I: Dopo un'introduzione scritta dalla stanza degli orologi, la narrazione inizia con la caduta di Milano (1500) per opera di Luigi XII re di Francia, riferita, al ritorno dalla battaglia, dal cognato Giovanni Gonzaga a Isabella nel palazzo di Mantova; Isabella si dispera per la sorte del cognato Ludovico Sforza, che stima come signore e come uomo, marito della sorella Beatrice d'Este, scomparsa giovanissima tre anni prima, a soli vent'anni. Preoccupata di possibili ritorsioni da parte dei francesi su Mantova (dal momento che offre ospitalità ai profughi della corte milanese ed è chiamata "la sforzesca" per il suo appoggio agli Sforza), cerca di conquistare il potente cardinale francese Rohan, presente a Milano, e vi riesce attraverso il dono di un ritratto fatto eseguire apposta da Andrea Mantegna, artista di corte dei Gonzaga, molto apprezzato dall'ecclesiastico. Un altro fronte che desta preoccupazioni è quello adriatico, dove Cesare Borgia, figlio del papa Alessandro VI e detto "il Valentino" a causa del ducato del Valentinois da lui detenuto per concessione del sovrano francese, sta conquistando uno a uno i feudi di Romagna, spodestando con vari pretesti i signori locali (i quali trovano pure un primo rifugio a Mantova): giura al figlio Federico Gonzaga, appena nato, che lui non andrà mai in esilio, ma sarà a lungo capo di uno stato compiuto. La preoccupazione verso i Borgia si risolverà quando il Papa morirà avvelenato nel 1503. Nel 1501, tuttavia, Lucrezia Borgia diventerà moglie del fratello di Isabella, Alfonso d'Este: una cognata non gradita che divenne presto anche una rivale.
- ChiattivaCapitolo II: Isabella riceve Robert de la Pole, un gentiluomo inglese di passaggio che desidera renderle omaggio. Discutono dell'Inghilterra, della dinastia Tudor e di Roma, la città dalla quale l'anglico sta tornando nella sua terra natale. Il nome della Città Eterna inizia qui a manifestare il suo fascino su Isabella.
- Prima lettera (10 agosto 1501): la marchesa di Mantova riceve la prima missiva, dal tono che lei reputa eccessivo, dove de la Pole dichiara un'attrazione platonica ma irresistibile verso la figura di lei e le confida di averla in realtà già conosciuta durante gli studi in gioventù a Ferrara e di essere un uomo di chiesa, cosa che le aveva taciuto nel loro incontro, facendo sì che il regalo scelto per lui da Isabella nel momento del congedo (un sigillo di bronzo con le armi degli Este e dei Gonzaga, la cui impugnatura era formata dal corpo sinuoso di ninfa) fosse inadatto a un prelato.
- Capitolo III: Isabella si sente offesa dalla lettera ma non la brucia, anche se decide di ignorarla. Giunge la notizia del matrimonio tra Alfonso e Lucrezia Borgia, avvenimento che la costerna, anche a ragione del fatto che la figlia illegittima di un papa prenderà il posto di Eleonora d'Aragona, la madre di Isabella, figlia del re di Napoli, Ferrante d'Aragona.
- Capitolo IV: Isabella ricorda un giorno della sua infanzia a Ferrara, dove Robert de la Pole afferma di averla incontrata. Durante una baruffa di strada fra studenti (che aveva come motivo l'elezione come rettore di Gasparino da Cipro, beffeggiato dalla presenza di un asino), Isabella bambina (ha otto anni) assiste per la prima volta al ferimento di un uomo da parte di un altro uomo; il giovane, colpito al capo, incontra il suo sguardo mentre lo portano via: altri non è che Robert de la Pole. Impressionata, la bambina si riprende grazie alla comparsa del conte Giovanni Pico della Mirandola, che la riporta nelle stanze ducali. Poco dopo, ecco il ritorno del padre Ercole d'Este, che le annuncia il primo incontro con il futuro sposo Francesco II Gonzaga.
- Capitolo V: Isabella è a Venezia con la cognata Elisabetta e altre dame della corte (l'unico uomo è il cognato Sigismondo); mentre assiste a una sonata di clavicembalo e canti in un monastero, ripercorre nel pensiero la sua vita fino ad allora con il marito Francesco II Gonzaga.
- Capitolo VI: la cognata Elisabetta Gonzaga e suo marito Guidobaldo da Montefeltro, cacciati via da Urbino dal condottiero Cesare Borgia, sono da lui esposti al pubblico ludibrio: con grossolana arroganza, rende noto il fatto che il loro matrimonio non è valido in quanto non consumato e chiede Guidobaldo come prigioniero, mentre Elisabetta sarebbe libera di risposarsi. Elisabetta resta vicina al marito in questa difficile situazione e viene mandata a Venezia. La prima parte si conclude con una riflessione dalla stanza degli orologi, per cui Isabella si chiede perché non abbia risposto a Robert de la Pole, anche con una lettera fredda che non avrebbe dato adito ad altro se non a un'amicizia cortese.

### Seconda parte: Coraggiose paure
- Seconda lettera (30 aprile 1506): dopo alcuni anni, Robert de La Pole torna a scrivere a Isabella e si autocandida come suo cronista personale dalla Curia romana. Le parla della corte del nuovo papa Giulio II, del ritrovamento della statua del Laocoonte a Roma, presenti Michelangelo e Giuliano da Sangallo, e infine sottolinea la grande ammirazione che Isabella ha per un dono ricevuto dopo la disfatta di Urbino, direttamente da Elisabetta: un puttino dormiente di Michelangelo (che rappresenta Cupido) che la marchesana ama quasi quanto uno dei suoi figli.
- Capitolo VII: sconcertata da come de la Pole abbia scandagliato i suoi sentimenti, si ripropone di nuovo il silenzio, decidendo di non rispondere alla lettera. Isabella riflette sull'arte e sugli artisti del suo tempo e capisce come de la Pole abbia intuito il suo amore per Cupido, donatole non da Elisabetta, bensì dal Valentino (per questo decide di non restituirlo, con l'approvazione della cognata).
- Capitolo VIII: Lucrezia Borgia è in visita a Mantova e Francesco Gonzaga la accompagna a palazzo. Isabella attende in una stanza vicino alla Camera degli Sposi, dove Lucrezia andrà a vedere gli affreschi del Mantegna, e fa sì che non venga disposta una sedia per la cognata, cosicché non si trattenga in sua compagnia. All'arrivo della nobildonna, Isabella nota una nascente, forse eccessiva, sintonia fra lei e il marchese di Mantova, suo  marito; le due cognate si studiano e si scambiano gentilezze, mettendo per un poco da parte la rivalità; poi Lucrezia, accortasi del tiro delle sedie, se ne va dalla sala senza salutare Isabella, ricambiando così la piccola scortesia e lasciando nella marchesa di Mantova un vago senso di sconfitta. Nella seconda parte del capitolo, Isabella riceve la notizia della congiura di Ferrara: i suoi fratelli minori (Giulio e Ferrante, di cui il primo figlio illegittimo di Ercole d'Este) avevano tramato contro i due maggiori (Alfonso e Ippolito), ma erano stati scoperti, sconfitti e incarcerati, con Giulio sfigurato in volto, che lei non era riuscita a proteggere.
- Capitolo IX: Isabella attende la nascita di suo figlio Ferrante. Partecipa al funerale di Ercole Strozzi, poeta della corte di Ferrara, morto assassinato. Riconoscerà poi in lui il tramite della relazione fra suo marito e Lucrezia Borgia. Incontra Ludovico Ariosto, che le declama alcuni canti della sua nuova opera, l'Orlando furioso.
- Terza lettera (12 dicembre 1508): Robert de la Pole scrive da Venezia, dove vive in casa di Aldo Manuzio con Erasmo da Rotterdam. Espone a Isabella le idee di questo pensatore, poi le racconta della lettera che il suo consorte aveva inviato al papa affinché Isabella non fosse mandata in ostaggio (lei, perché Francesco non voleva separarsi dai loro figli) e infine tratta della delicata situazione internazionale. Segue una riflessione di Isabella dalla stanza degli orologi in cui considera il nuovo sentimento per l'anglico.

### Terza parte: Armata di solo scudo
- Capitolo X: Attraverso la Lega di Cambrai, stipulata fra l'imperatore Massimiliano I d'Austria e Luigi XII di Francia, alleati con il papa Giulio II, un futuro minaccioso incombe su Venezia. Francesco Gonzaga, marito di Isabella, è chiamato come condottiero delle truppe pontificie, ma è molto indebolito dal mal francese (sifilide). Poco dopo la sua partenza, arriva un dispaccio che riporta come egli sia stato catturato (perché, trasgredendo a un ordine del re, aveva cercato di riprendere Legnago, prima terra dei Gonzaga e in seguito conquistata da Venezia) e sia ora ostaggio dei veneziani. Isabella è costernata, ma subito si organizza per governare lo stato al posto del marito. Le trattative sono lunghe, a tratti anche umilianti per i Gonzaga. Isabella decide di dare in sposa sua figlia Eleonora a Francesco Maria I della Rovere, nipote del papa e ora duca di Urbino, dacché il padre Guidobaldo è morto, perché il pontefice solo poteva affrettare il rilascio di Francesco. Il matrimonio avviene, seppure tra numerose difficoltà, soprattutto dovute alla scarsa dote di Eleonora, per cui il papa Giulio II temporeggia sulla questione della prigionia di Francesco. Arriva Elisabetta che sprona la nipote preferita a sposarsi per poter far leva sul papa, parente del suo futuro marito, per far tornare a casa il padre.
- Capitolo XI: Isabella continua a destreggiarsi tra le grandi potenze (Francia di re Luigi, Venezia del doge Loredan, papato di Giulio II e Impero di Massimiliano) cercando di far valere le sue ragioni. Molti chiedono (dapprima l'imperatore, poi il re di Francia) il figlio di Isabella Federico come ostaggio al posto del padre, e alla fine, dopo molti ragionamenti e contro la volontà stessa di suo marito, che la accusa di temporeggiare perché avida di governare e richiede che il figlio Federico sia portato a Venezia al suo posto, lo invia alla corte pontificia, poiché il papa aveva promesso Federico ai veneziani e lei si sentiva più sicura del figlio a Roma con sua sorella Eleonora e sua zia Elisabetta. Francesco viene liberato, ma solo a patto che lo si rimandi a Mantova dopo che Federico è al sicuro a Roma. e lei può riabbracciarlo, anche se le liti che li hanno contrapposti a distanza non sono del tutto superate. Nella cancelleria mantovana incontra l'inviato fiorentino, Niccolò Machiavelli, con cui discute di alcuni avvenimenti di governo.
- Quarta lettera (20 ottobre 1510): Da Roma, Robert de la Pole racconta a Isabella della vita di suo figlio Federico, prediletto alla corte papale, spesso in compagnia del pontefice stesso. Segue alla lettera una breve riflessione dalla stanza degli orologi.
- Capitolo XII: Francesco Gonzaga peggiora nella malattia e non può prendere il comando delle truppe veneziane: viene infatti visitato da un medico bolognese, Maestro Zannettino che ne constata l''impossibilità di partecipare alla battaglia, anche se il capitano delle truppe di Venezia insiste, dicendo che tutti lo aspettano. Nonostante la malattia, la relazione tra Francesco e Isabella si rinnova nella passione. Il papa rende pubblica la Lega Santa contro i cardinali scismatici del Concilio di Pisa, tra i quali c'è anche Ippolito d'Este, fratello di Isabella.
- Capitolo XIII: Isabella annota le vicende di guerra della Lega Santa e le tensioni per la caparbietà del fratello Alfonso d'Este, che si è messo contro il papa e rischia di venire annientato. Si tiene un concilio a Mantova tra i rappresentanti delle potenze europee. Una dama di Isabella, Eleonora detta "la Brognina", emerge fra tutte le altre e suscita l'attenzione di alcuni potenti gentiluomini. La morte di Giulio II calma le acque e Isabella partecipa al carnevale di Milano, invitata dal nipote Massimiliano Sforza, da poco rientrato in possesso del ducato. Federico Gonzaga, figlio di Isabella, ormai non più ostaggio, può tornare a Mantova.

### Quarta parte: Fuggire per tornare
- Capitolo XIV: dopo una digressione dalla stanza degli orologi, inizia il capitolo vero e proprio. Isabella è a Roma per onorare Leone X, il nuovo papa, che trova bonario all'apparenza ma freddo nei modi, forse arido calcolatore. Gli porta un'ambasceria per riottenere alcune terre un tempo appartenute ai signori di Mantova, ma non ottiene nessun impegno preciso. In realtà, l'incontro suscita la sua ilarità per il teatrale gioco di bugie che nasconde le vere idee dei presenti. In seguito, Isabella si spinge fino a Napoli per conoscere i parenti da parte di sua madre. Qui incontra la regina Giovanna, che le mostra un ritratto della splendida regina di Napoli, Isabella di Chiaromonte, madre di Eleonora d'Aragona e quindi nonna di Isabella; se ne rievoca in breve la storia, della quale si possono notare le analogie con la vita di Isabella.
- Quinta lettera (19 gennaio 1515): Da Parigi Robert de la Pole scrive a Isabella, pregandole di bruciare una lettera da lui spedita pochi giorni prima da Londra. Prosternandosi in scuse, indica la missiva come dettata dalla follia per aver scoperto che Isabella a Roma soggiornava nel palazzo davanti a quello dove vivono i prelati inglesi, lui compreso. Parla poi dell'evoluzione dei rapporti tra due nuovi giovani monarchi: Francesco I di Francia e Carlo V d'Asburgo.
- Capitolo XV: Preoccupata per la lettera compromettente non ricevuta, che potrebbe finire in mani sbagliate, Isabella incarica il suo fedele segretario, Pirro Donati, di cercarla a Roma (Isabella è tornata nel frattempo a Mantova). Francesco I invade l'Italia e spodesta il nipote di Isabella, Massimiliano Sforza, duca di Milano. Isabella declina l'invito del re di prendere parte ai festeggiamenti per la riconquista di Milano. Intanto, Urbino vive una nuova crisi e sua figlia Eleonora, con il marito Francesco Maria I della Rovere, sono scacciati dal loro ducato, invaso da Lorenzo II de' Medici, nipote del papa, che assumerà anche il titolo di duca d'Urbino. Segue una riflessione dalla stanza degli orologi.
- Capitolo XVI: È morto Francesco Gonzaga e Isabella assiste alle esequie funebri. Inizia la reggenza di Isabella, in attesa che suo figlio Federico compia 21 anni. Tra i primi atti di governo, la condanna di alcuni consiglieri del marito che hanno approfittato della sua malattia per far decretare provvedimenti che arricchivano loro stessi e impoverivano il popolo. Aiutata dal podestà cittadino, prende parte al processo contro Tolomeo Spagnoli, il quale però fugge prima di essere condannato e trova riparo a Roma dove manifesterà il suo odio verso i Gonzaga ponendoli in cattiva luce con il pontefice. Anche Lucrezia Borgia è morta e Isabella è sorpresa dalla devozione che ha per lei Alfonso, deciso a non risposarsi dopo essere diventato vedovo.

### Quinta parte: Federico anima mia
- Capitolo XVII: Isabella è la reggente di Mantova. Visita il convento domenicano delle suore dove si trova sua figlia Livia, e da un altro convento è venuta anche l'altra figlia monaca, Ippolita. Insieme ai figli riuniti, ha luogo un pranzo nel refettorio del convento.
- Sesta lettera (25 giugno 1520): Dal Campo del Drappo d'Oro presso Calais, Robert de la Pole descrive l'incontro fra Enrico VIII, sovrano inglese, di cui è al seguito, e Francesco I, re di Francia. Lo storico avvenimento ha luogo in un accampamento decorato in modo fiabesco sia dalla parte francese che da quella inglese. Passa poi a parlarle dell'elezione di Carlo V, del nascente luteranesimo e della morte di Raffaello a Roma. Robert riflette sul fatto che Isabella non abbia mai risposto alle lettere, ma non le ha neppure rimandate indietro e ne deduce un tacito consenso verso le sue missive, ripromettendosi di scriverle più spesso. Infine, la mette in guardia circa una calunnia che sta prendendo piede alla corte papale e che riguarda suo figlio Federico, in relazione all'assassinio del suo precettore a Bologna, azione della quale alcuni malevoli nella reggia pontificia attribuiscono la responsabilità a Federico stesso.
- Capitolo XVIII: Isabella è turbata dalla notizia della calunnia e decide di mandare a Roma un ambasciatore di grande dote oratoria, Baldassarre Castiglione. L'ambasciata ha successo e Leone X nomina Federico Capitano Generale della Chiesa, ovvero comandante delle milizie papali. C'è una clausola segreta sulla quale però i Gonzaga sono perplessi: si impone a Federico di combattere anche contro l'imperatore, del quale era di fatto feudatario, qualora il sovrano si fosse schierato in opposizione al papato.
- Settima lettera (23 dicembre 1521): Da Roma, Robert de la Pole scrive dell'improvvisa morte di Leone X e delle forze in gioco per l'elezione del nuovo papa.
- Capitolo XIX: Viene eletto papa con il nome di Adriano VI un severo teologo delle Fiandre, che era stato precettore di Carlo V. Nel periodo in cui il pontefice non è ancora arrivato nella sede di Roma, i Gonzaga tramano per far sparire il documento firmato da Federico per Leone X, che lo impegnava a muovere eventualmente guerra contro l'imperatore: i rapporti fra Adriano VI, da poco eletto, e Carlo V sono tanto stretti che l'impegno con il papa precedente potrebbe apparire un tradimento. Il papa olandese muore dopo poco più di un anno dall'elezione, mentre a Milano diventa duca Francesco II Sforza, nipote di Isabella. Federico Gonzaga inizia a prendere le distanze dalla madre.
- Capitolo XX: Giulio Romano accetta la commissione di Federico di costruire un grande palazzo, il futuro Palazzo Te. Il figlio si allontana sempre più dalla madre, anche per l'influenza della sua amante Isabella Boschetti, detta "la Boschetta", una donna sposata di qualche anno più vecchia di lui. Viene eletto Clemente VII. Francesco I di Francia inizia una nuova guerra in Italia e, dopo aver ripreso Milano, pone l'assedio a Pavia. L'appoggio papale ai francesi fa infuriare Carlo V. Isabella, sentendosi esclusa dal governo, raggiunge a Ferrara.
- Capitolo XXI: A Mantova, Isabella trova un messaggio anonimo per lei, che la mette in guardia dalle trame della Boschetta, decisa a far valere il suo interesse, e si ripromette di studiare la situazione. Nel frattempo, Federico allontana la madre dagli affari di governo, negandole i dispacci. Ferita dal comportamento del figlio, decide di andare a Roma.

### Sesta parte: Roma Roma
- Capitolo XXII: Dopo una digressione dalla stanza degli orologi, Isabella incontra la cugina Elisabetta sulla strada per Urbino, che le è venuta incontro mentre si dirige a Roma. quasi alla fine del viaggio, incontra, poco fuori Roma, Pietro Bembo e Franceschino Gonzaga che le raccontano di come la crisi sia già iniziata in città, con bande di mercenari al servizio della Famiglia Colonna che hanno saccheggiato anche i Palazzi Vaticani. Isabella e le dame della sua corte vengono così accompagnate in città fino al Palazzo Colonna in Santi Apostoli.
- Ottava lettera (3 marzo 1525): Da Roma, Robert de la Pole sta per partire in fretta verso l'Inghilterra, richiamato dal re e dal cardinale Thomas Wolsey dopo l'inaspettata disfatta di Pavia, durante la quale i francesi sono stati sconfitti e Francesco I fatto prigioniero di Carlo V. I sostenitori dell'imperatore sono in euforica agitazione in tutta Europa e l'inglese prega Isabella di non uscire mai senza scorta armata.
- Capitolo XXIII: Tra squarci di vita romana, abbastanza tranquilla nonostante la confusione generale, Isabella viene a sapere che Clemente VII ha cercato la polizza segreta stipulata tra Federico Gonzaga e Leone X, che era stata fatta sparire, e che il responsabile dell'Archivio Vaticano, corrotto con mille ducati per mantenere il segreto, si è ucciso. Isabella è molto preoccupata, ma ordina di negare qualsiasi complicità negli avvenimenti.
- Nona lettera (9 luglio 1526): Dal campo della Battaglia di Marignano, Robert de la Pole scrive a Isabella durante la sosta nell'accampamento dell'esercito papale, dove è di passaggio da Venezia all'Inghilterra con un messaggio per il suo re. Viene ospitato nella tenda di Francesco Guicciardini, dove ha conosciuto anche Niccolò Machiavelli e Giovanni dalle Bande Nere.
- Capitolo XXIV: Roma si prepara alla tempesta che i lanzichenecchi, non fermati dalle truppe papali all'altezza del Po, scateneranno quando aggiungeranno Roma. Clemente VII nomina cardinale Ercole Gonzaga.
- Decima lettera (30 novembre 1526): da Mantova, dove si è rifugiato e ha potuto ammirare molti tesori del palazzo mantovano, Robert de la Pole racconta con viva partecipazione che gli eventi sono precipitati nello scontro con le truppe imperiali di Carlo V: Giovanni della Bande Nere è in fin di vita e i lanzichenecchi sono in rotta verso Roma.
- Capitolo XXV: I concitati eventi del Sacco di Roma vedono Isabella testimone impotente della sciagura; decide dunque di aprire il suo palazzo (Palazzo Colonna) ai più deboli, donne e bambini: tuttavia, nel caos generale vengono accolti anche ambasciatori e altri uomini, anche se Isabella ritiene che il loro dovere sarebbe combattere. L'esercito imperiale dilaga a Roma, mentre il papa si è rifugiato a Castel Sant'Angelo. Infine, arriva Ferrante Gonzaga, figlio di Isabella, che, essendo a capo di una parte dell'esercito imperiale, protegge tutti gli abitanti del palazzo. Isabella e il suo seguito non sono oggetto di riscatto e il palazzo non viene saccheggiato. La marchesa prende parte alla riscossione dei riscatti per le persone che si sono rifugiate nell'edificio, cercando di aiutarli per quanto possibile. Ammonisce il figlio di prendere come parte del bottino un cumulo di cambiali, che farà strappare per non infangare il nome dei Gonzaga.

### Settima parte: Per non morire di malinconia
- Capitolo XXVI: Isabella ritorna da Roma a Mantova, e ferma il suo pensiero su Maria Paleologa, promessa sposa di Federico, che attende l'ufficializzazione dei patti nuziali.
- Undicesima lettera (4 gennaio 1528): Da Orvieto, Robert de la Pole scrive di trovarsi al seguito di Clemente VII, molto provato dalle vicende del Sacco di Roma, da cui si è salvato per miracolo. Robert ha un incidente a cavallo, che gli causa la frattura di una gamba: da questo infortunio sembra guarire in seguito a un sogno mistico.
- Capitolo XXVII: La Boschetta, amante di Federico, con l'occasione delle feste di Natale, favorisce un incontro fra Isabella e Alessandro, figlio naturale della donna e del duca di Mantova. Pur toccata dal bambino, la marchesa di Mantova si rende conto che gli eventi li rendono nemici. Più tardi scoppia il caso di una congiura contro la Boschetta stessa, che scredita agli occhi di Federico la sua promessa sposa Maria Paleologa, spingendolo a ripudiarla. Isabella vede in questo avvenimento una messinscena della Boschetta e cerca un modo per ribaltare la situazione. Carlo V viene incoronato a Bologna da Clemente VII. Isabella partecipa alla cerimonia e viene intravista da Robert de la Pole. Dopo lo scioglimento del matrimonio di Federico, Carlo V gli offre in sposa sua cugina Giulia d'Aragona, quasi quarantenne e forse sterile, che è sgradita al popolo mantovano e al duca stesso.
- Capitolo XXVIII: Maria Paleologa diventa erede, con la sorella Margherita, della marca del Monferrato, ridestando le brame di Isabella, la quale cerca di riportare il matrimonio di suo figlio sui binari prestabiliti. Riuscirà nell'impresa, ottenendo che il matrimonio, celebrato quando i due erano ancora bambini, sia ritenuto valido, ma Maria muore di lì a poco senza aver mai incontrato il suo sposo. Per un'incredibile decisione della madre della giovane, sarà la sorella di Maria, Margherita Paleologa, ad andare sposa a Federico.
- Capitolo XXIX: Dopo una riflessione dalla stanza degli orologi, la narrazione torna a seguire il filo cronologico, con il racconto delle tanto sospirate nozze di Federico con Margherita, e della nascita di Francesco, il loro primo figlio. Di nuovo alla fine del capitolo una riflessione dalla stanza degli orologi.
- Dodicesima lettera (12 settembre 1533): da Roma, Robert de la Pole annuncia che lascerà l'Italia per sempre. Ha deciso di recarsi in Scozia, dove sarà maestro nella scuola di un monastero. Infine, si complimenta con Isabella per come conduce liberamente la sua vita, "rarissima creatura che vive una libertà inventata giorno per giorno".
- Conclusione: la narrazione dalla stanza degli orologi è il presente e Isabella mette a tacere la malinconia suonando la viola.

## Edizioni
- Rinascimento privato, Collana Scrittori italiani e stranieri, Milano, Arnoldo Mondadori Editore, ottobre 1985, ISBN 978-88-042-7261-8. - Collana Oscar Narrativa, Mondadori, aprile 1989, ISBN 88-04-40826-X; Collana Oscar Scrittori del Novecento n.976, Mondadori, agosto 1992.  Nella prima edizione del libro, Bellonci aveva scritto un’introduzione interamente dedicata alla leggendaria figura del Pirata Mantovano, noto soprattutto con il soprannome di “Peste del Mincio”.
- Rinascimento privato, col Diario dell'Autrice tenuto fra il 1983 e il 1986, Collana Scrittori italiani, Milano, Mondadori, 2002, ISBN 978-88-045-0988-2. - Collana Oscar Classici moderni n.211, Mondadori, aprile 2007, ISBN 978-88-045-6697-7; Collana Oscar moderni n.30, Mondadori, 2016, ISBN 978-88-046-6831-2.
- Rinascimento privato, Prefazione di Melania G. Mazzucco, col Diario dell'Autrice a cura di Stefano Petrocchi, Collana Oscar Moderni. Cult, Milano, Mondadori, 2022, ISBN 978-88-047-5227-1.